# Palazzo d'Italia
Le Palazzo d'Italia, construit en 1935, est un bâtiment, de 11 000 m2, faisant partie du Rockefeller Center situé au 626 Cinquième Avenue à New York.
Il forme l'aile sud de l'International Building et fait face au British Empire Building.
40° 45′ 31″ N, 73° 58′ 39″ O : vue satellite du Palazzo d'Italia.